# August Franciszek Czartoryski

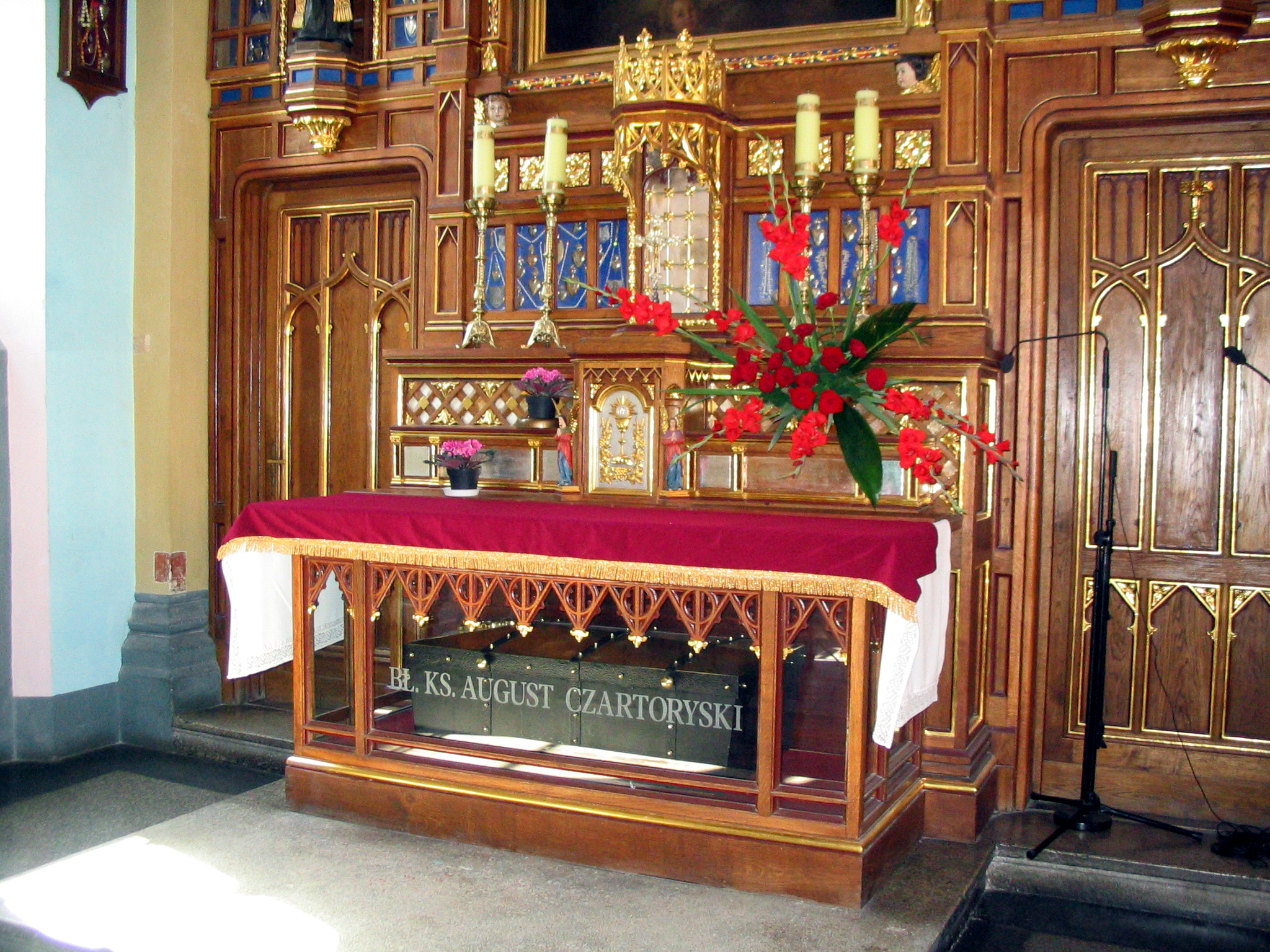
Relikwie Augusta Czartoryskiego

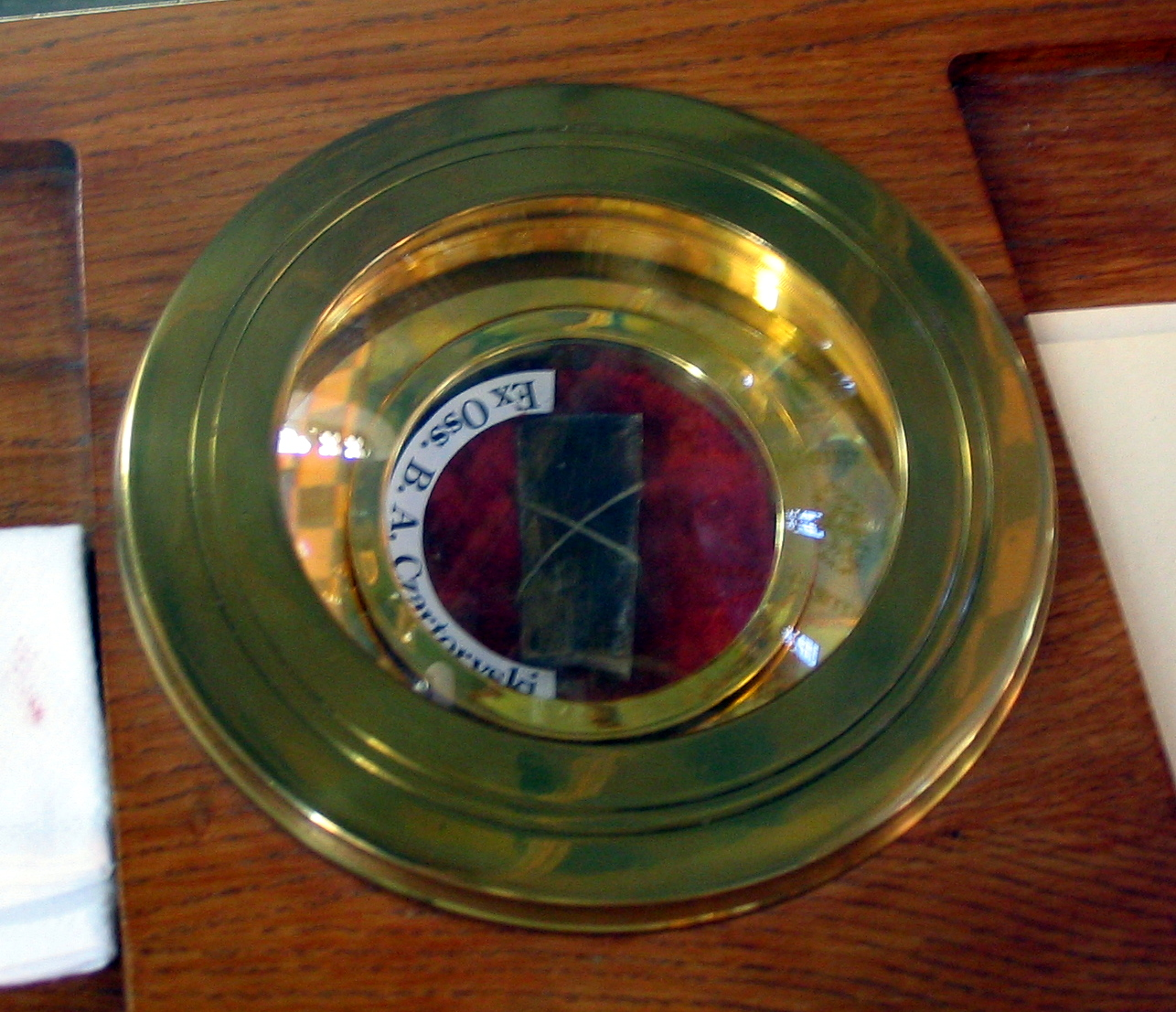
Relikwie Augusta Czartoryskiego

August Franciszek Czartoryski (ur. 2 sierpnia 1858 w Paryżu, zm. 8 kwietnia 1893 w Alassio) – salezjanin, arystokrata polsko-hiszpańsko-francuski, książę Czartoryski, Diuk Vista Alegre, błogosławiony Kościoła katolickiego.

## Życiorys
Urodził się w Paryżu 2 sierpnia 1858 jako August Franciszek Maria Anna Józef Kajetan. Jego arystokratyczna rodzina, spokrewniona z wieloma dworami europejskimi, wyemigrowała prawie 30 lat wcześniej do Francji i z Hôtelu Lambert nad brzegami Sekwany prowadziła szeroką działalność polityczną, której celem było przywrócenie niepodległości Polsce, podzielonej od 1795 między trzy mocarstwa.
Rodzicami Augusta byli książę Władysław Czartoryski i księżna Maria Amparo Muñoz, córka królowej Hiszpanii Marii Krystyny Burbon i jej drugiego męża – księcia Rianzareza.
Gdy August miał 6 lat, umarła na gruźlicę jego matka. Po kilku latach ojciec ożenił się z Małgorzatą Burbon-Orleańską, księżną orleańską, wnuczką króla Ludwika Filipa, która była dla Augusta bardzo dobra. W 1868 chłopiec rozpoczął naukę w paryskim Liceum im. Karola Wielkiego, a od 1870 kontynuował ją w domu. W 1871 – po kilkuletnim przygotowaniu – przyjął pierwszą komunię w kościele w Sieniawie koło Przeworska. Tam znajdował się majątek rodowy, a w krypcie świątyni pochowana była jego matka.
Od wczesnej młodości chorował na gruźlicę. W cierpieniu odkrywał powoli powołanie do służby Bożej. Życie towarzyskie na dworach książęcych nie pociągało go. W wieku 20 lat w liście do ojca napisał: „Przyznam się, że dosyć mam tych zabaw. Są one niepotrzebne, a przy tym męczą”.
Wielki wpływ na młodego księcia wywarł jego wychowawca św. Józef Kalinowski (1835–1907), który później został karmelitą (św. Rafał Kalinowski). Opiekował się chłopcem przez trzy lata (1874–1877), przekazał mu wszechstronną wiedzę, a także przyczynił się do pogłębienia jego wiary i życia duchowego.
Decydującym wydarzeniem w życiu Augusta Czartoryskiego było spotkanie z ks. Janem Bosko w Paryżu, w Hotelu Lambert. Po rozmowie z nim August odczuł wyraźnie powołanie do życia zakonnego w zgromadzeniu salezjańskim. Nie przejawiał zainteresowania małżeństwem, choć tego spodziewała się po nim rodzina, jako po najstarszym synu i dziedzicu majątku. Od czasu do czasu jeździł do Turynu, aby spotkać się z ks. Janem Bosko, odprawić pod jego kierunkiem rekolekcje, posłuchać jego rad. Założyciel salezjanów z wielką roztropnością rozważał prośbę młodzieńca o przyjęcie do zgromadzenia. Dopiero osobista interwencja papieża Leona XIII rozwiała jego wątpliwości.
17 czerwca 1887 roku August został przyjęty do zgromadzenia w San Benigno Canavese. Nowicjat odbył pod kierunkiem ks. Juliusza Barberisa. 24 listopada 1887 roku w bazylice Maryi Wspomożycielki w Turynie otrzymał strój zakonny z rąk ks. Jana Bosko. Przy pożegnaniu usłyszał od niego krzepiące słowa: „Odwagi, mój książę. Dziś odnieśliśmy wspaniałe zwycięstwo. Ale muszę także z wielką radością powiedzieć wam, że przyjdzie dzień, w którym książę będzie kapłanem i z woli Boga uczyni wiele dobra dla swojej ojczyzny”.
W 1888 August Czartoryski zrzekł się prawa do dziedziczenia rodzinnego majoratu i tytułu ordynata sieniawskiego, a majątek osobisty przekazał zgromadzeniu. 2 października 1888 roku złożył śluby ubóstwa, czystości i posłuszeństwa. Rodzinie, która nalegała na zmianę decyzji, odpowiadał niezłomnie, że pozostanie w zgromadzeniu salezjańskim do śmierci. Mimo poważnej choroby studiował teologię i przygotowywał się do święceń kapłańskich, które otrzymał 2 kwietnia 1892 roku w San Remo. Nazajutrz po święceniach odprawił pierwszą mszę, w której uczestniczyli jego druga matka i brat Witold.
Życie kapłańskie ks. Augusta trwało zaledwie rok; swą posługę pełnił w Alassio. Zmarł na gruźlicę 8 kwietnia 1893 roku, w oktawie Wielkanocy.

## Relikwie
Ciało jego przewieziono do Polski i złożono w parafialnej krypcie w Sieniawie, obok grobów rodziny, gdzie pewnego dnia August pierwszy raz przyjmował komunię. Następnie zwłoki przeniesiono do kościoła salezjanów w Przemyślu, gdzie do dziś się znajdują. Relikwie znajdują się również w kościele w Gołuchowie, gdyż August czasami przebywał na zamku w Gołuchowie. 

## Dzień obchodów
Jego wspomnienie Kościół katolicki obchodzi 2 sierpnia.

## Proces beatyfikacyjny
W czerwcu 1989 miało miejsce cudowne  uzdrowienie ks. Władysława Deca z Przemyśla, przypisywane wstawiennictwu nowego błogosławionego. Zostało ono dokładnie przebadane i zatwierdzone przez Kongregację ds. Świętych w 2003 (w styczniu przez Konsultę Lekarzy, w maju – przez Konsultę Teologów, a w październiku – przez biskupów i kardynałów). Beatyfikacji Augusta Czartoryskiego dokonał Jan Paweł II 25 kwietnia 2004 roku.